# 대한민국 형법 제27조
대한민국 형법 제27조는 불능미수에 대한 형법총칙의 조문이다.

## 조문
제27조(불능범) 실행의 수단 또는 대상의 착오로 인하여 결과의 발생이 불가능하더라도 위험성이 있는 때에는 처벌한다. 단, 형을 감경 또는 면제할 수 있다.

第27條(不能犯) 實行의 手段 또는 對象의 錯誤로 因하여 結果의 發生이 不可能하더라도 危險性이 있는 때에는 處罰한다. 但, 刑을 減輕 또는 免除할 수 있다.

## 참고문헌
- 이상훈. (2021). 형법 제27조의 미수 개념이 범죄의 기?미수 판단에 미치는 영향에 대하여 ― 대법원 판례를 중심으로 ―. 서울법학, 29(3), 181-221.
- 조국. (2016). 형법 제27조 불능미수 요건의 구별재정립을 위한 일고-‘추상적 위험설’의 관점에서-. 비교형사법연구, 18(2), 53-75.
- 한상훈. (2013). 불능미수(형법 제27조)의 “위험성”에 대한 재검토. 형사정책연구,, 39-78.
- 김성규. (2012). 불능미수범의 실행행위성과 「형법」 제27조의 해석론. 외법논집, 36(2), 177-191.
- 김준혁. (2009). 형법 제27조가 규정하는 위험성의 의미와 독자성여부에 관한 연구. 영남법학,(28), 73-99.
- 김재현, 소재용. (2009). 불능미수범의 처벌근거와 형법 제27조의 ‘위험성’의 의미. 성균관법학, 21(3), 517-539.
- 이상문. (2009). 형법 제27조의 결과발생의 불가능요건 -특히 규범적 해석에 대한 비판적으로 검토를 중심으로-. 형사법연구, 21(3), 185-208.
- 임상규. (2008). 형법 제27조의 위험성과 그 실무적 함의. 성균관법학, 20(3-1), 733-753.
- 임광주. (2008). 형법 제27조에 있어서 착오대상의 범위. 법학논총, 25(3), 67-84.
- 한상훈. (2008). 형법 제27조(불능범)에서 “결과발생의 불가능”과 “위험성”표지의 구별기준. 형사법연구, 20(3), 79-109.
- 임광주. (2007). 형법 제27조의 위험성. 형사법연구, 19(2), 129-144.
- 이승준. (2007). 형법 제27조(불능범) 논의의 재검토. 형사정책연구,, 29-60.
- 이세화. (2007). 불능미수에 관한 형법 제27조의 해석상 문제점과 해결방안. 중앙법학, 9(3), 221-242.
- 한정환. (2007). 형법 제27조의 취지？요건？적용기준. 형사법연구, 19, 549-568.
- 김태명. (2006). 형법 제27조(불능범)의 위험성 요건의 독자성과 구체적 의미. 형사법연구,(26), 223-252.
- 문채규. (2006). 형법 제27조(불능범)의 ＂위험성＂ 표지. 비교형사법연구, 8(2), 31-58.

## 같이 보기
- 미수